# Pinelands United
El Pinelands United es un equipo de fútbol de Barbados que juega en la Segunda División de Barbados, la segunda categoría de fútbol en el país.

## Historia
Fue fundado en el año 1939 en la ciudad de Pinelands, ciudad ubicada a la par de la capital Bridgetown con el nombre Pinelands FC.
Han sido campeones de la Primera División de Barbados en tres ocasiones y han ganado la Copa FA de Barbados en una ocasión.
El club descendió en la temporada 2016, en donde recibió una goleada de 0-21 ante el UWI Blackbirds FC, equipo que terminó campeón de liga.

## Palmarés
- Premier Division: 3[2]

1982, 1985, 1992
- Copa FA de Barbados: 1[3]

1989
- Segunda División de Barbados: 1

2013